# Borkener Gabelkreuz

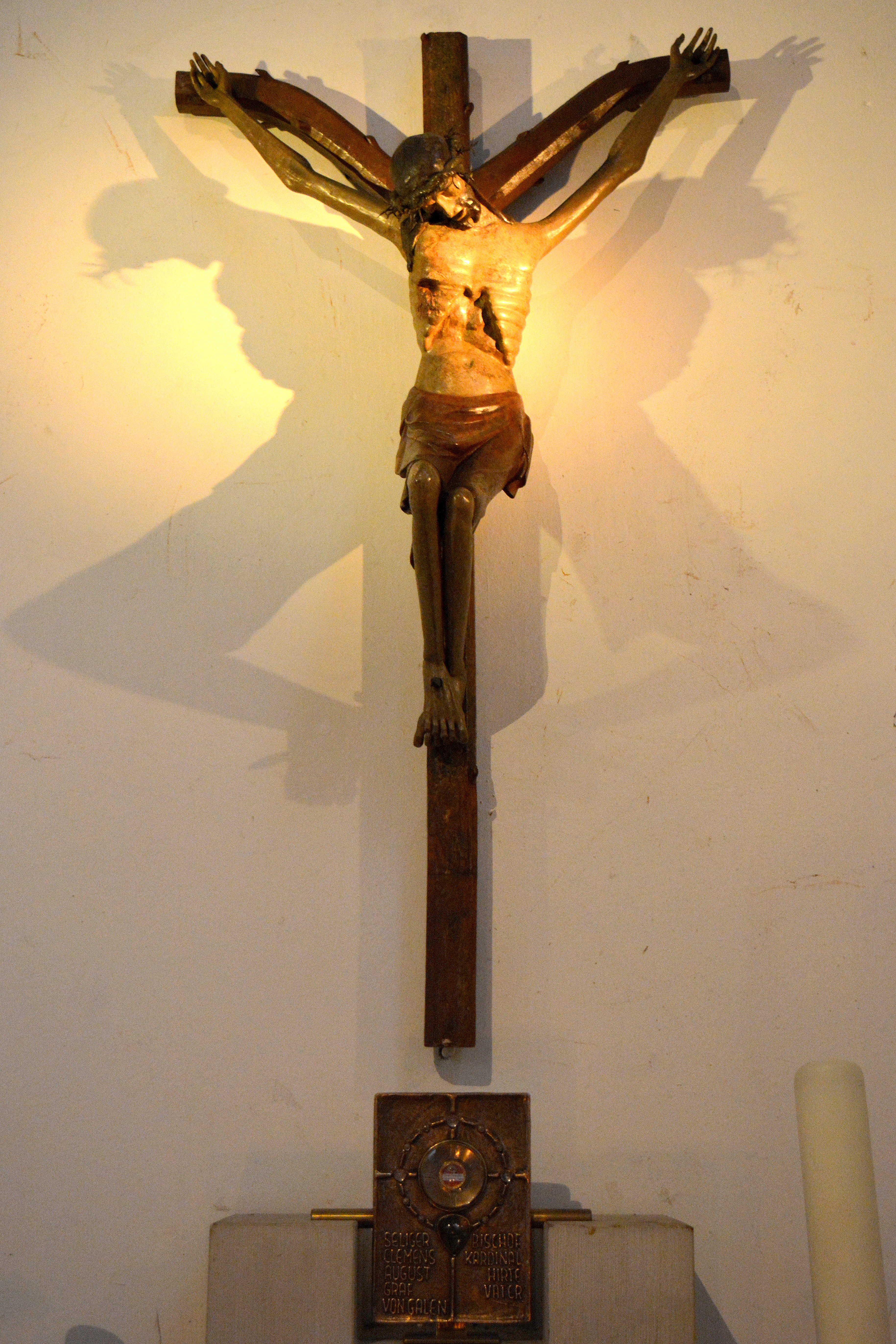
Borkener Gabelkreuz

Das Borkener Gabelkreuz (auch Borkener Gabelkruzifix) ist ein Gabelkruzifix in Borken, Nordrhein-Westfalen, und stammt aus dem zweiten Viertel des 14. Jahrhunderts. Es hängt an der Ostwand des südlichen Seitenschiffes der St.-Remigius-Kirche.

## Beschreibung
Das Kruzifix weist im Stilvergleich direkten rheinischen Einfluss auf. Das Kreuz hat eine Höhe von 161 cm und eine Breite von 89 cm. Der Korpus selbst ist 92 cm groß bei einer Armspannweite von 85 cm. Die drei oberen Teile des Kreuzes waren Ergänzungen, während die untere Anstückelung am Schaft des Kreuzes ursprünglich ist. Des Weiteren sind sämtliche Finger, das linke Knie und Teile der Füße Ergänzungen. Der Körper ist aus Nussbaumholz, dessen Arme, Unterschenkel sowie das Kreuz sind aus Eiche gefertigt. Kleinere Reparaturen waren in Lindenholz ausgeführt, diese wurden 1952 wieder ersetzt durch Eiche. Es hat mehrere Übermalungen und Verkittungen gegeben, diese hatten den ursprünglichen Eindruck deutlich verändert. In der Erstfassung war das Kreuz (d. h. nicht der Korpus) grün. Im Kopf befindet sich eine Reliquie vom Suppedaneum der Kreuzigung Jesu Christi. Zwei Pergamentstreifen mit diesem Hinweis werden unterschiedlich datiert, einer auf das ausgehende 14., der andere auf das 16. Jahrhundert.

## Restaurierungen
Eine umfassende Restaurierung wurde von 1952 bis 1954 vorgenommen, zuvor gab es diverse Erhaltungsmaßnahmen. Der Zustand 1952 war sehr schlecht, insbesondere war das Nussbaumholz stark zerfallen, die vorgefundene Masse wurde als „pulvrig“ bis „torfmullartig“ beschrieben, zudem war es in der Mitte zerbrochen. Diese Beschädigung war bereits zuvor mit Messingringen und Gips repariert worden. Der Korpus wurde von der Schulterpartie bis in den Bereich der Knie ausgehöhlt, die entfernten Anteile waren ohnehin in dem oben beschriebenen Zustand, die verbliebenen Anteile mit einer aushärtenden Flüssigkeit getränkt. Abschließend wurde in die nun hohle Figur ein Stützskelett aus Eichenholz eingebaut. Die eichenen Anteile des Kruzifixes waren wesentlich besser erhalten und mussten kaum bis gar nicht restauriert werden. Die oberen drei Ergänzungen an Kreuzstamm und -balken sind 1952ff. entfernt worden.

## Die Fassung
Die mittelalterliche Fassung zeigt einen grau-rosa Körper, die Blutspuren der Geißelung sind in dreistrahligem Ornament angeordnet. Schmale Blutstreifen bedecken, von der Dornenkrone ausgehend, die Stirn. Diese Dornenkrone ist aus einem grün gefassten Tau gefertigt, darin eiserne Dornen eingearbeitet, die Haare sind aus Hanf mit Grundierung und dunkler Bemalung. Das Lendentuch ist auf Grund fehlenden Originalbefundes in rot stilgerecht neu gefasst worden. Das zur mittelalterlichen Erstfassung gehörende Grün des Kreuzes selbst wurde nicht wieder hergestellt, sondern ein Braunton gewählt.